# Magyarország az 1976-os fedett pályás atlétikai Európa-bajnokságon
Magyarország a nyugat-Németországi Münchenben megrendezett 1976-os fedett pályás atlétikai Európa-bajnokság egyik részt vevő nemzete volt. Az ország a versenyen 6 sportolóval képviseltette magát.

## Eredmények

### Férfi
| Versenyző         | Versenyszám | Előfutam | Előfutam | Előfutam | Elődöntő | Elődöntő | Elődöntő | Döntő   | Döntő    |
| Versenyző         | Versenyszám | Idő      | Hely.    | Össz.    | Idő      | Hely.    | Össz.    | Idő     | Helyezés |
| ----------------- | ----------- | -------- | -------- | -------- | -------- | -------- | -------- | ------- | -------- |
| Lukács László     | 60 m        | 6,88     | 4.       | 11.      | kiesett  | kiesett  | kiesett  | kiesett | kiesett  |
| Hornyacsek Nándor | 400 m       | 48,66    | 3.       | 6.       | 49,07    | 3.       | 7.       | kiesett | kiesett  |
| Zsinka András     | 800 m       | 1:50,1   | 1.       | 4.       |          |          |          | 1:50,4  | 4.       |
| Bognár László     | 60 m gát    | 8,06     | 2.       | 4.       | 8,02     | 3.       | 5.       | 8,02    | 6.       |

| Versenyző     | Versenyszám | Selejtező | Selejtező | Döntő    | Döntő    |
| Versenyző     | Versenyszám | Eredmény  | Helyezés  | Eredmény | Helyezés |
| ------------- | ----------- | --------- | --------- | -------- | -------- |
| Szalma László | Távolugrás  |           |           | 7,36 m   | 10.      |

### Női
| Versenyző | Versenyszám | Előfutam | Előfutam | Előfutam | Elődöntő | Elődöntő | Elődöntő | Döntő   | Döntő    |
| Versenyző | Versenyszám | Idő      | Hely.    | Össz.    | Idő      | Hely.    | Össz.    | Idő     | Helyezés |
| --------- | ----------- | -------- | -------- | -------- | -------- | -------- | -------- | ------- | -------- |
| Tóth Éva  | 400 m       | 54,96    | 2.       | 7.       | 53,99    | 4.       | 4.       | kiesett | kiesett  |